# Iglesia de San Nicolas de Nipozzano
La iglesia de San Nicolás de Nipozzano está ubicada en el municipio de Pelago, en la provincia de Florencia, Italia.
La iglesia fue construida en el lugar actual entre los siglos seiscientos y setecientos. El primer edificio, dedicado desde sus inicios a San Nicolás, se encuentra documentado desde el año 1217 y estaba ubicado al interno del pequeño borgo.
La iglesia permaneció prácticamente sin cambio en la estructura, del barroco tardío, hasta la Segunda Guerra Mundial. La caída de la torre principal del Castillo de Nipozzano causó casi la completa destrucción de la estructura.
La iglesia fue reconstruida a la forma actual hacia el año 1952, con una única nave sin altares laterales. Del edificio inicial, se conserva la puerta de ingreso y la fachada.